# Raphaël Géminiani
Raphaël Géminiani (Clermont-Ferrand, 12 juni 1925 – Pérignat-sur-Allier, 5 juli 2024) was een Frans wielrenner en ploegleider.

## Biografie
Hij was beroepswielrenner van 1946 tot 1960. Zijn bijnaam was Grand Fusil. Hij was een goed ronderenner met een oogstrelende pedaaltred. Ook had hij een rappe tong, wat hem na zijn actieve wielercarrière goed van pas kwam als ploegleider, van onder meer Roger Rivière, Jacques Anquetil en later nog van Eddy Merckx.
Géminiani kwam een paar keer dicht bij de eindoverwinning in de Tour de France. Zo werd hij vierde in 1950, tweede in 1951 (allebei op flinke afstand van de respectievelijke winnaars Ferdi Kübler en Hugo Koblet) en derde in 1958, achter de Luxemburger Charly Gaul.
In 1958 was hij het dichtst bij de eindzege. Na de klimtijdrit op de Mont Ventoux, waar Gaul won, trok hij de gele trui aan. Maar in de 21ste etappe, door de Chartreuse, van Briançon naar Aix-les-Bains, greep Gaul naar de macht. Het was een regenachtige, koude dag, iets waar Gaul in uitblonk, en hij zette Géminiani op grote achterstand. Toen Géminiani merkte dat hij de Tour had verloren, barstte hij in huilen uit en schold Louison Bobet uit voor Judas, omdat die geen enkele keer had overgenomen tijdens de achtervolging.
Hij beëindigde zijn carrière na een wielerronde in Afrika eind 1959 die zijn vriend Fausto Coppi fataal werd.
Zijn belangrijkste overwinningen zijn:
Eenmaal nationaal kampioenschap, zeven touretappes, eenmaal het Bergklassement van de Ronde van Frankrijk en tweemaal het Bergklassement Ronde van Italië.
Géminiani overleed op 5 juli 2024, hij werd 99 jaar. Geminiani was de oudste nog levende drager van de gele trui. Hierin werd hij opgevolgd door Gilbert Bauvin.

## Belangrijkste overwinningen

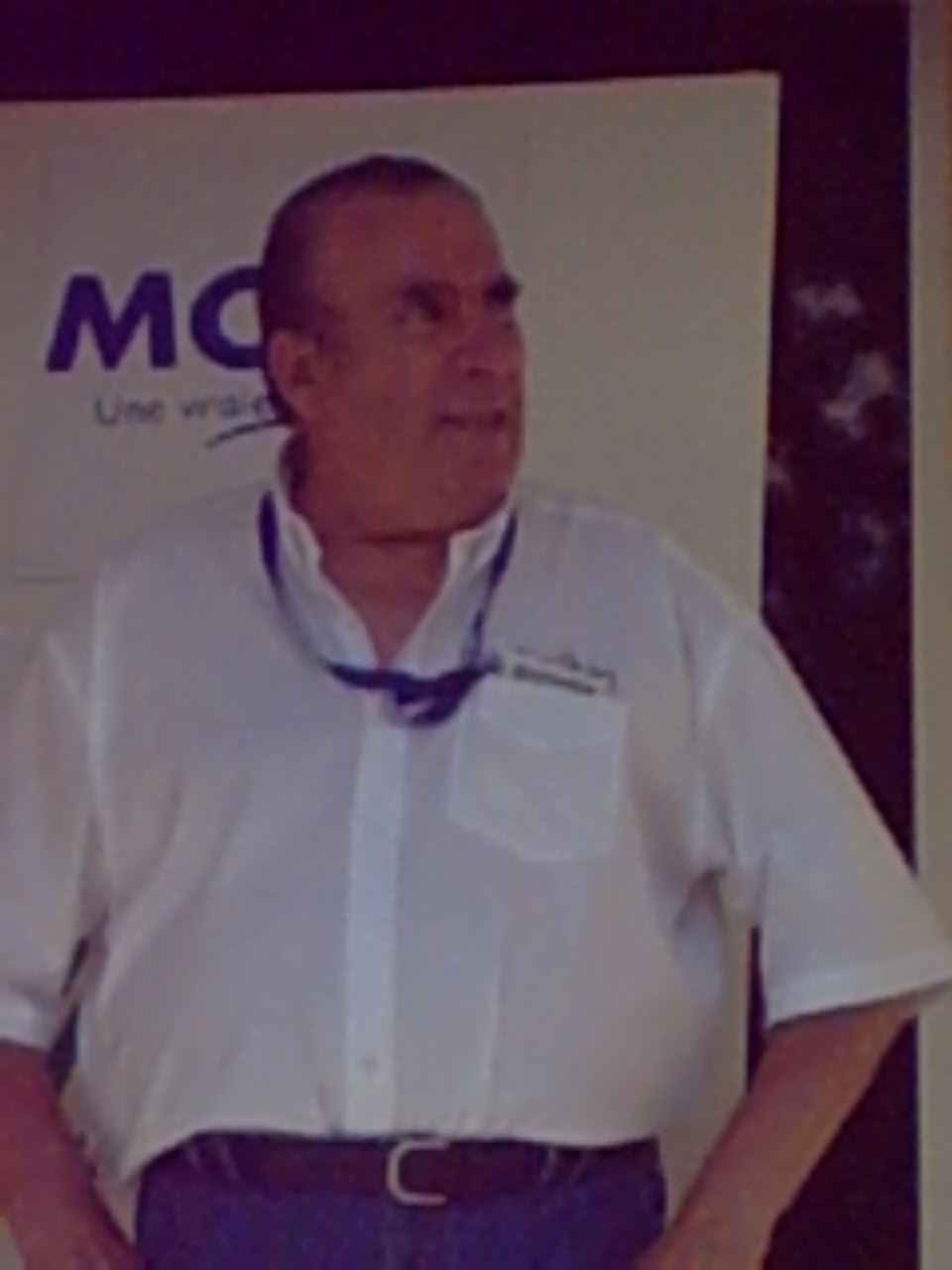
Raphaël Géminiani in Oyonnax tijdens de Tour de l'Ain 2004.

1943
- Frans kampioen op de weg, junioren

1947
- Ronde van Auvergne

1949
- Tour de Corrèze
- 19e etappe Ronde van Frankrijk

1950
- 17e en 19e etappe Ronde van Frankrijk

1951
- 9e etappe Ronde van Frankrijk
- Bergklassement Ronde van Frankrijk
- Eindklassement Midi Libre
- 7e etappe Dauphiné Libéré

1952
- Bergklassement Ronde van Italië
- 8e en 17e etappe Ronde van Frankrijk

1953
- Frans kampioen op de weg, Elite
- 3e etappe Dauphiné Libéré

1955
- 9e etappe Ronde van Frankrijk

1956
- Bol d'Or des Monédières

1957
- Bergklassement Ronde van Italië
- 1e, 2e, 3e, 4e, 6e, 7e, 9e, 10e en 11e etappe Ronde van Ivoorkust
- Eindklassement Ronde van Ivoorkust
- Bol d'Or des Monédières

1958
- Bol d'Or des Monédières
- 1e etappe Ronde van Sardinië

## Resultaten in voornaamste wedstrijden
| Jaar | Ronde van Italië | Ronde van Frankrijk | Ronde van Spanje |
| ---- | ---------------- | ------------------- | ---------------- |
| 1947 |                  | opgave              |                  |
| 1948 |                  | 15e                 |                  |
| 1949 |                  | 25e (1)             |                  |
| 1950 |                  | 4e (2)              |                  |
| 1951 |                  | ↑ (1)               |                  |
| 1952 | 9e               | 11e (2)             |                  |
| 1953 | 30e              | 9e                  |                  |
| 1954 |                  | opgave              |                  |
| 1955 | 4e               | 6e (1)              | ↑                |
| 1956 |                  | 49e                 |                  |
| 1957 | 5e               |                     | 5e               |
| 1958 | 8e               | ↑                   |                  |
| 1959 |                  | 28e                 | opgave           |

| Jaar | Milaan-San Remo | Parijs-Roubaix | Luik-Bast.‑Luik | Ronde van Lombardije |
| ---- | --------------- | -------------- | --------------- | -------------------- |
| 1947 |                 |                |                 |                      |
| 1948 |                 |                |                 |                      |
| 1949 |                 | 12e            |                 |                      |
| 1950 |                 | 42e            |                 |                      |
| 1951 |                 | 71e            | 28e             |                      |
| 1952 | 4e              | 61e            |                 | 68e                  |
| 1953 | 17e             |                |                 |                      |
| 1954 | 13e             | 69e            |                 |                      |
| 1955 | 9e              | 33e            |                 |                      |
| 1956 |                 |                |                 |                      |
| 1957 |                 | 14e            |                 |                      |
| 1958 | 10e             |                |                 |                      |
| 1959 |                 | 42e            |                 |                      |

- Bibliothèque nationale de France: cb12097885d (data)
- Gemeinsame Normdatei: 128573007
- International Standard Name Identifier: 0000 0000 7830 7214
- Library of Congress Control Number: n82161736
- Nederlandse Thesaurus van Auteursnamen: 254974686
- Système universitaire de documentation: 029329051
- Virtual International Authority File: 56638655
- WorldCat: E39PBJwxGFWm6Qmwmmr9qBjBfq